# Departamentul Maine-Soroa
Departamentul Maine-Soroa este un departament din  regiunea Diffa, Niger, cu o populație de 143.397 locuitori (2001).